# Mälgi
Mälgi – wieś w Estonii, w prowincji Tartu, w gminie Konguta.